# Abborrgrubban, Lappland
Abborrgrubban är en sjö i Arvidsjaurs kommun i Lappland och ingår i Byskeälvens huvudavrinningsområde. Sjön har en area på 0,194 kvadratkilometer och ligger 363,6 meter över havet. Sjön avvattnas av vattendraget Byskeälven.

## Delavrinningsområde
Abborrgrubban ingår i det delavrinningsområde (728665-165314) som SMHI kallar för Inloppet i Arvidsjaursjön. Medelhöjden är 384 meter över havet och ytan är 3,56 kvadratkilometer. Räknas de 29 avrinningsområdena uppströms in blir den ackumulerade arean 564,36 kvadratkilometer. Avrinningsområdets utflöde Byskeälven mynnar i havet. Avrinningsområdet består mestadels av skog (76 procent). Avrinningsområdet har 0,25 kvadratkilometer vattenytor vilket ger det en sjöprocent på 7 procent.